# Sant Joan les Fonts
Sant Joan les Fonts és un municipi de la comarca de la Garrotxa, a les Comarques Gironines, sent el segon municipi més habitat de la comarca (després d'Olot), i forma part del Parc Natural de la Zona Volcànica de la Garrotxa i del consorci de l'Alta Garrotxa. Fins a mitjans del segle xx, el municipi s'anomenava Begudà, ja que aquest poble del terme era la seu municipal. A més, entre 1936 i 1937, el municipi s'anomenà les Fonts de Begudà degut al context revolucionari contra l'hagiotoponímia. Sant Joan les Fonts es troba en el punt de confluència que uneix Girona amb Olot, Figueres i Camprodon. La indústria és el sector més desenvolupat en el municipi.

## Geografia
- Llista de topònims de Sant Joan les Fonts (Orografia: muntanyes, serres, collades, indrets..; hidrografia: rius, fonts...; edificis: cases, masies, esglésies, etc).

El municipi, de 32 km², està compost per tres nuclis principals que són Sant Joan les Fonts, la Canya i Begudà. El terme està situat a 342 metres sobre el nivell del mar i està a 4 quilòmetres d'Olot, la capital de la comarca. Un quilòmetre més amunt es troba la Canya. Aquest nucli està dividit en tres termes municipals. La zona de “la Canya de Baix” pertany a Sant Joan, “la Canya de Dalt” a la Vall de Bianya i Olot posseeix la zona industrial situada a occident. Begudà, per la seva part, queda separat d'aquests dos nuclis pels volcans d'Aiguanegra, Repàs, Repassot i el Cairat.
| La Vall de Bianya |           | Montagut i Oix           |
| Olot              |           | Castellfollit de la Roca |
|                   | Santa Pau | Sant Jaume de Llierca    |

El municipi és a la vall del Fluvià, que inclou el sector final de la vall de Bianya, accidentat per les serres de Sant Julià del Mont (903 m), de la Cau (824 m) i del Bosc (733 m) i el Mont-ros (672 m), on hi ha alguns antics volcans de la regió d'Olot (puig de l'estany, de Tries, Aiguanegra i la gredera de Claperols) i a 342 m d'altura. S'hi troben boscos de faig i alzines.

### Divisió administrativa
| Entitat de població | Habitants (2024) |
| Sant Joan les Fonts | 1.943            |
| la Canya            | 815              |
| Begudà              | 274              |
| el Pla de Baix      | 36               |
| el Pla de Dalt      | 35               |
| Font: Idescat       |                  |

El municipi es divideix en tres pobles.
Sant Joan les FontsPoble més gran (aplega més de la meitat de la població del municipi), on hi ha l'ajuntament i des de mitjan segle xx és la capital administrativa del municipi i li dona el nom.
La CanyaPoble administrat per tres municipis: La Vall de Bianya, Sant Joan les Fonts i Olot. Els dos primers en posseeixen el poble, mentre que Olot té la zona industrial situada a l'oest.
BegudàPoble al seu torn dividit en tres zones: el mateix Begudà, Sant Cosme i Aiguanegra. Antigament era la capital administrativa del municipi fins que a mitjan segle xx el substituí Sant Joan les Fonts. Va perdre part de la població degut a l'abandonament de la pagesia i no la recuperà perquè s'hi emplaçà un polígon industrial.

### Demografia
| 1497 f | 1515 f | 1553 f | 1717 | 1787 | 1857  | 1877  | 1887  | 1900  | 1910  |
| ------ | ------ | ------ | ---- | ---- | ----- | ----- | ----- | ----- | ----- |
| 39     | 42     | 41     | 370  | 721  | 1.511 | 2.045 | 2.229 | 2.201 | 2.295 |

| 1920  | 1930  | 1940  | 1950  | 1960  | 1970  | 1981  | 1990  | 1992  | 1994  |
| ----- | ----- | ----- | ----- | ----- | ----- | ----- | ----- | ----- | ----- |
| 2.400 | 2.469 | 2.283 | 2.216 | 2.225 | 2.749 | 2.917 | 2.911 | 2.821 | 2.821 |

| 1996  | 1998  | 2000  | 2002  | 2004  | 2006  | 2008  | 2010  | 2012  | 2014  |
| ----- | ----- | ----- | ----- | ----- | ----- | ----- | ----- | ----- | ----- |
| 2.745 | 2.777 | 2.756 | 2.735 | 2.660 | 2.652 | 2.751 | 2.831 | 2.879 | 2.919 |

| 2016  | 2018  | 2020  | 2022  | 2024  | 2026 | 2028 | 2030 | 2032 | 2034 |
| ----- | ----- | ----- | ----- | ----- | ---- | ---- | ---- | ---- | ---- |
| 2.906 | 2.966 | 3.044 | 3.054 | 3.111 | -    | -    | -    | -    | -    |

## Sectors econòmics
Quant a conreus, predominen els de secà (farratges, moresc, cereals i patates) sobre el regadiu (hortalisses). La ramaderia és principalment bovina i porcina. Les indústries són tèxtils, d'embotits, de paper, de metall, de materials de construcció, de fusta i de ceràmica.

## Història
L'àrea de l'actual municipi ja estava habitada en temps remots, com demostren les troballes de la cinglera de Fontfreda, els "camps dels ossos" a la zona de Mulleres, i en especial, el collet de Sant Cosme, on es va trobar un poblat neolític d'uns 7500 m², que des de la construcció de l'autovia ja no existeix. Romans i visigots també hi havien tingut presència, ja que hi discorria part de la via romana del Capsacosta i l'església de Santa Eulàlia de Begudà va ser fundada en l'època visigòtica.
Durant el segle x, la vila de Sant Joan pertanyia als senyors de Vilademuls. Fou en aquesta època, concretament l'any 958, quan el bisbe de Girona Arnulf consagra el temple anterior a l'actual monestir de Sant Joan les Fonts, dedicat a Sant Esteve. Tot i això, el 1127 l'església ja s'anomena "de Sant Esteve o Sant Joan les Fonts" i constava Sant Joan com a patró, malgrat que l'altar major corresponia a Sant Esteve.
Històricament, el municipi ha estat dividit tant eclesiàsticament (parròquia) com civilment (universitat) en dues unitats independents: Begudà i Sant Joan les Fonts, que formaven part, abans del segle xv, de la jurisdicció del castell de Mont-ros, que pertanyia al comtat de Besalú. La jurisdicció civil i militar era dels vescomtes de Bas, mentre que la criminal era dels comtes de Besalú.
Els terratrèmols dels anys 1427 i 1428 van enderrocar la majoria dels edificis, inclòs el convent dels monjos de Sant Joan. Les esglésies del terme i l'estada de Juvinyà van patir molts desperfectes. Amb l'arribada de la pesta negra a finals del segle xv, les universitats de Begudà i Sant Joan van prometre de construir una capella a Sant Sebastià si l'epidèmia remetia. En finalitzar l'epidèmia, la promesa es va complir. El temple va estar dempeus fins als anys trenta, quan l'Ajuntament va decidir enderrocar-la per permetre el pas de camions que es dirigien a l'antiga fàbrica Torras. Després de l'epidèmia va començar una recuperació de la població, que es va frenar per les guerres contra França i la guerra dels Segadors.
El 1716, amb el decret de Nova Planta, les universitats van ser suprimides i convertides en corregiments. Finalment, el 1811 es crea el municipi de Begudà, que també integrava Sant Joan les Fonts. La capitalitat va recaure, doncs, en Begudà, fins que degut al continu increment demogràfic i econòmic de Sant Joan les Fonts respecte a Begudà van propiciar que el 29 d'agost de 1946 el municipi es passés a denominar Sant Joan les Fonts, i s'hi va traslladar l'Ajuntament.
Durant el segle xvii es va viure una època de crisi, i la Guerra de Successió Espanyola la va agreujar. No hi va haver un creixement demogràfic fins al segle xviii, amb la incorporació de nouvinguts al terme d'Olot i rodalia. La guerra gran va significar un altre descens de la població, que es va anar fent progressiu durant el segle xix i l'epidèmia de còlera (1854) va fer estralls.
La Guerra Civil espanyola va ser especialment dura al municipi: el mossèn Joan Figueres va ser assassinat i es va convertir en el primer màrtir religiós del bisbat gironí, els dos vicaris també foren assassinats, i el convent de les monges va ser saquejat i es va convertir en refugi de guerra. Durant el conflicte, el poble de Sant Joan les Fonts va passar a anomenar-se les Fonts de Begudà. En finalitzar la guerra, les religioses van poder tornar al convent i reprendre les tasques docents, que van durar fins a l'any 1993, quan van marxar degut a la reforma educativa.
Malgrat ser un municipi fortament industrialitzat, des de finals del segle xix l'Ajuntament ha apostat pel turisme per donar valor als tres elements patrimonials més importants del municipi: les tres colades volcàniques, els monuments històrics i les més de 250 fonts que donen nom al poble. El 1989 es va inaugurar l'oficina municipal de turisme, que va ser traslladada a un nou edifici l'any 2014, i des de l'any 1997 se celebra la Fira del Tastet, on s'exposen productes gastronòmics de la zona. Altres esdeveniments d'interès al municipi són la Fira Internacional de Bruixeria (celebrada des del 2006), i el Sant Joan en Flor, que és la mostra més gran de flors, plantes i bonsais de la Garrotxa (celebrada des del 1996 i reanomenada Sant Joan les Flors el 2014). El 2016 es va descobrir al municipi l'únic blíster volcànic de la península Ibèrica.

## Llocs d'interès

### Monestir de Sant Joan les Fonts

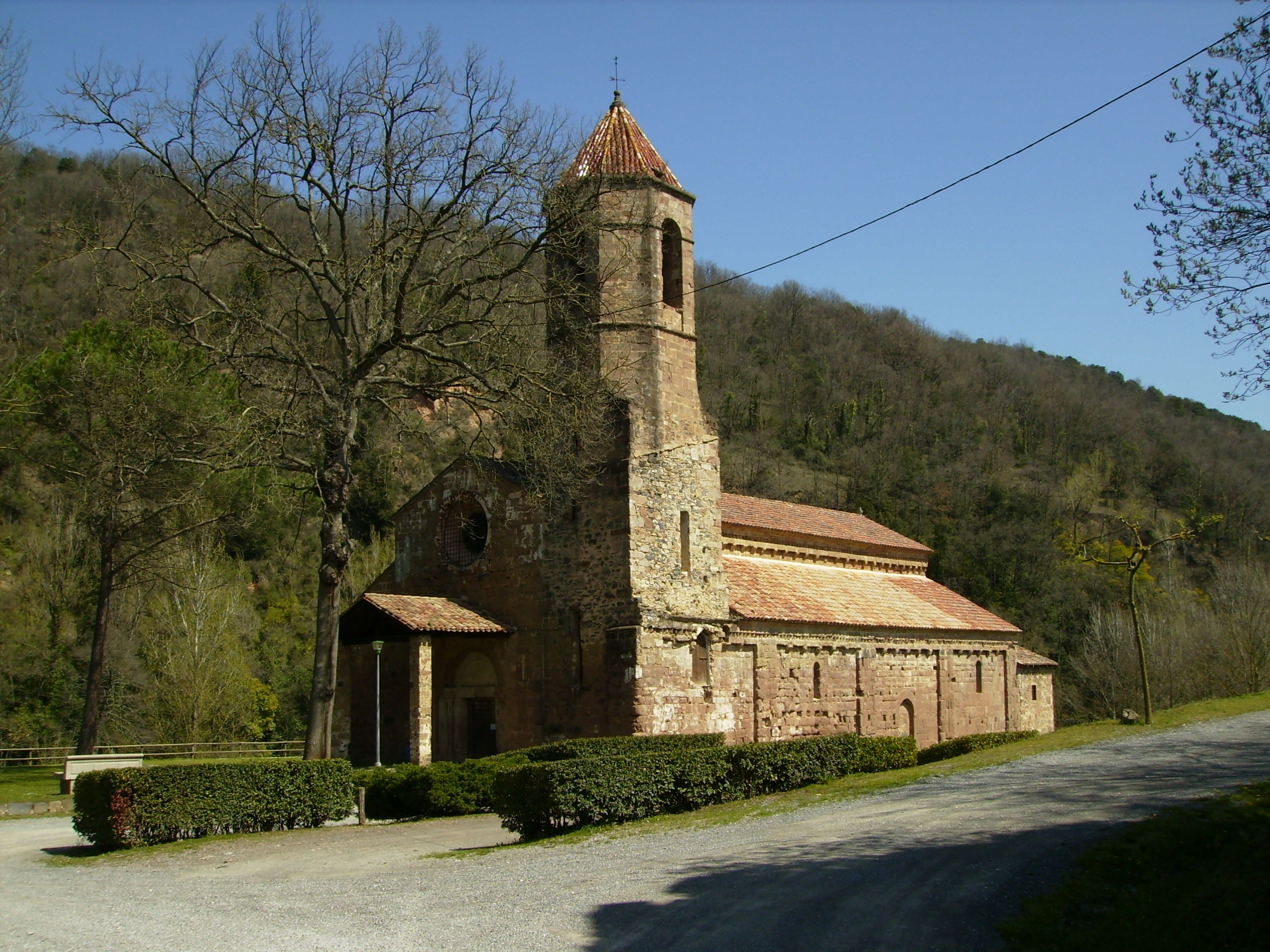
Monestir

Era un antic priorat dependent de l'abadia de Sant Víctor de Marsella, després de Sant Pere de Besalú fins al 1592 i fins a 1835 depengué de Sant Pere de Camprodon.
Declarada monument nacional, l'església és un edifici romànic de tres naus, la central amb volta de canó lleugerament apuntada i les laterals de quart de cercle, sense transsepte. La sagristia i el campanar daten del segle xviii. Destaca pel color vermellós de la pedra amb què està construïda.
A l'interior destaquen els capitells decorats, la pica baptismal d'immersió amb relleus i la reproducció de la Majestat de Sant Joan les Fonts. Al desembre del 2007 es va inaugurar l'exposició permanent constituïda per cinc mòduls on s'explica l'evolució del monestir romànic.
Es pot visitar tots els caps de setmana i festius de 12 a 14h i l'entrada és lliure.

### Pont medieval de Sant Joan les Fonts

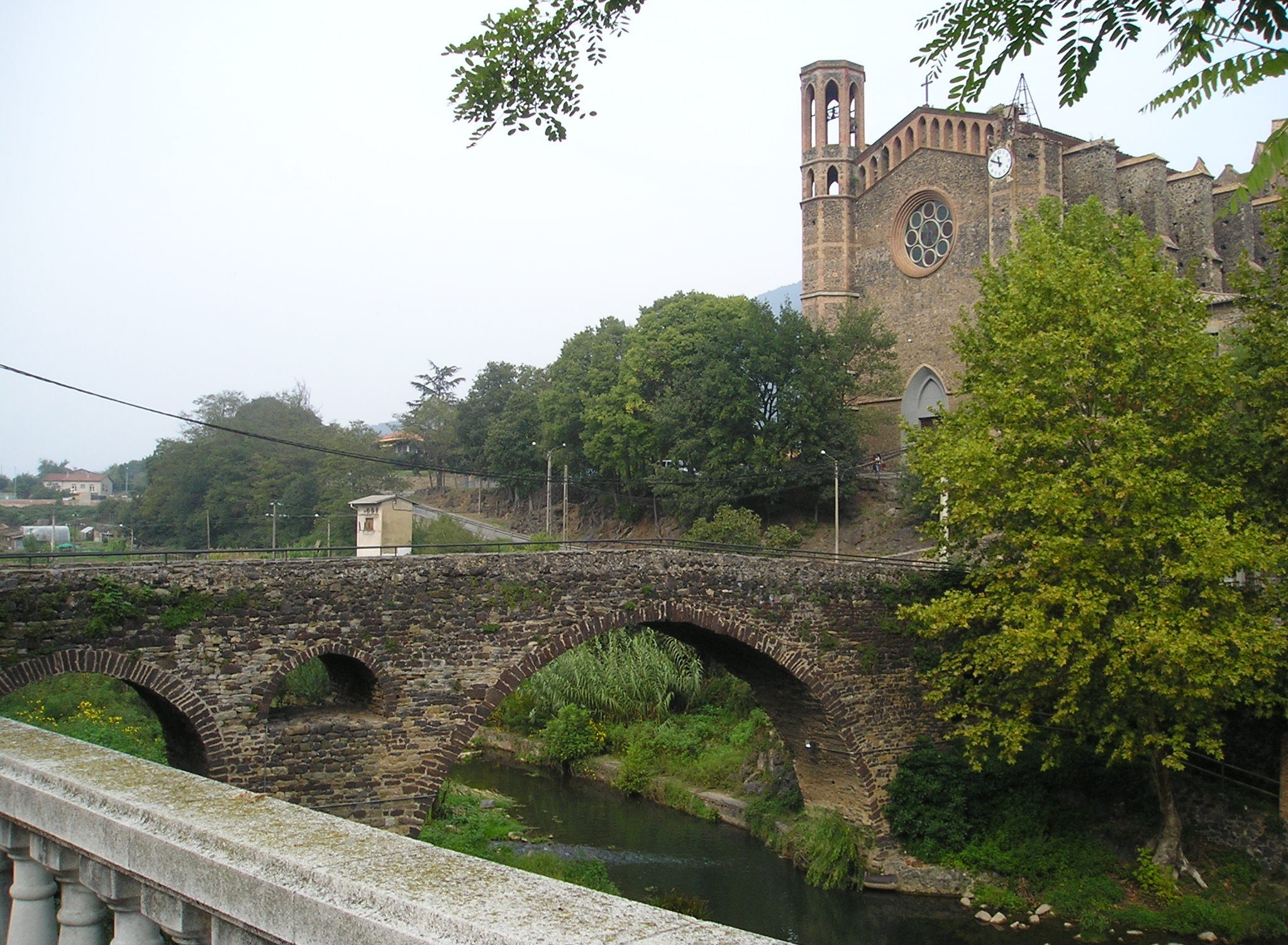
Pont medieval

El pont medieval, construït amb pedra volcànica, travessa el riu Fluvià i uneix el nucli de la vila amb l'actual església i amb el barri de Castanyer.

### Torre de Canadell
Fortificació situada a la serra de Vivers. Des d'aquest punt es domina tota la plana de la Garrotxa, passant per Besalú, la vall d'Olot i la Vall de Bianya. La Torre de Canadell és un edifici quadrat de quatre pisos, amb espitlleres per les quatre cares i terrat. Antigament estava envoltat d'una muralla.

### Estada de Juvinyà

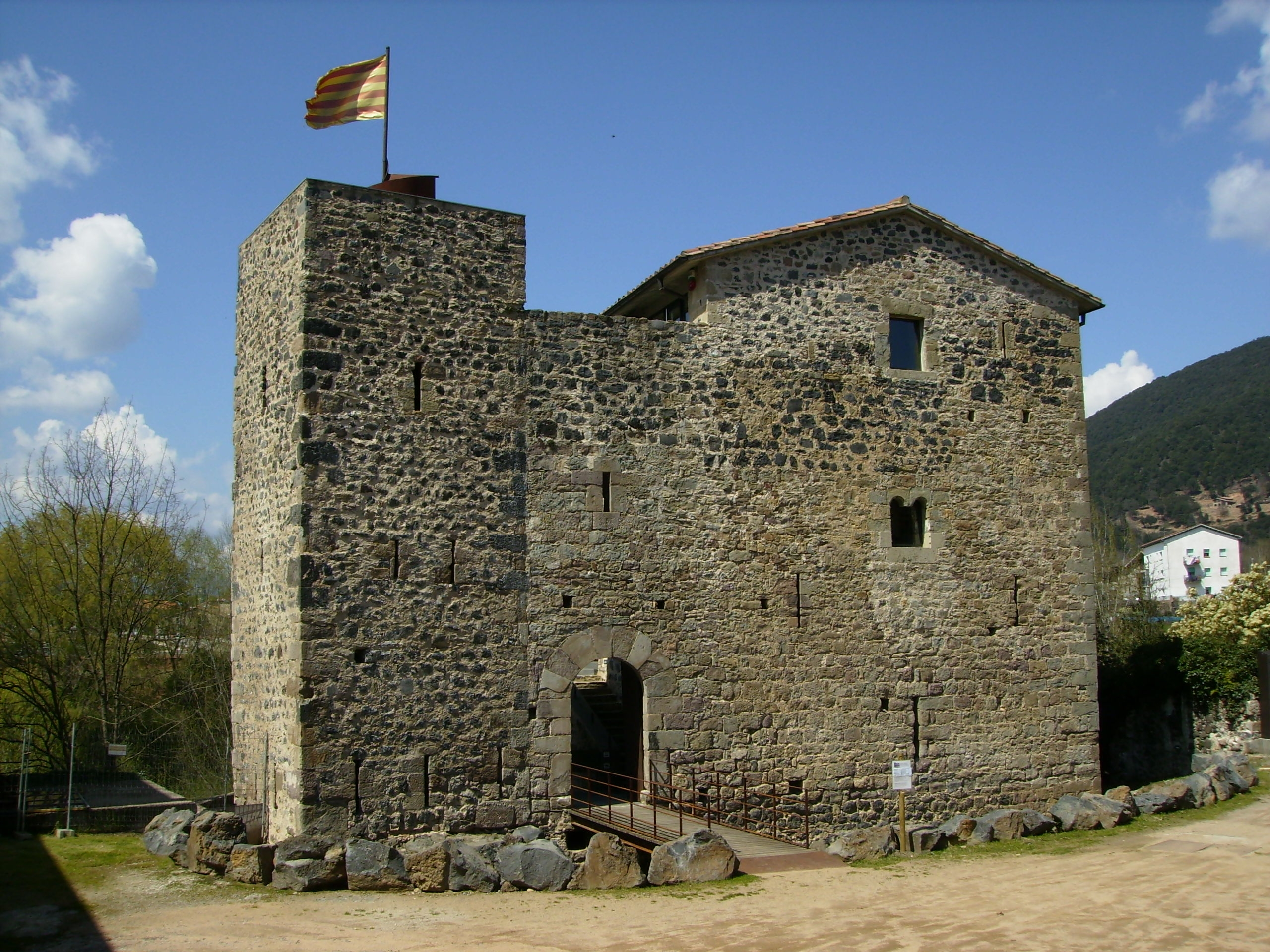
Estada de Juvinyà

És l'edifici romànic civil més antic de Catalunya. Està situat vora el riu Fluvià. És una casa senyorial fortificada de dos cossos, la torre de defensa i l'edifici principal. Declarat monument provincial l'any 1972. Situat a l'emplaçament on, durant el segle xiii, hi va haver un molí fariner.
Les obres de restauració de l'edifici van finalitzar al maig del 2003. A principis de desembre del 2005 es va dur a terme l'obertura del castell com a Centre d'Interpretació del Territori de Sant Joan les Fonts. Aquest és un espai d'interès per conèixer l'entorn i el patrimoni municipal i comarcal.
Es pot visitar tots els caps de setmana i festius de 10 a 11.30h i l'entrada és lliure.
Les persones amb fills d'entre 3 i 5 anys o bé de 6 a 10 anys poden demanar les activitats infantils amb les quals els seus fills aprendran els continguts del Centre d'Interpretació de Territori tot passant-s'ho molt bé. Tot i això, actualment el castell és la biblioteca municipal.

### Molí Fondo
Espai d'interès per la seva arqueologia industrial i per la colada de lava que formava part de l'antiga resclosa la Reformada.

## Política[8][9]

### Resultats eleccions del 2019[10]
| Candidatura | Candidatura                        | Cap de llista | Vots  | Regidors | % vots |
| ----------- | ---------------------------------- | ------------- | ----- | -------- | ------ |
|             | Junts per Catalunya                | Maria Vidal   | 798   | 6        | 49,41  |
|             | Sant Joan Plural - Acord Municipal | Isabel Rigat  | 761   | 5        | 47,12  |
| Total       | Total                              | 1.653         | 1.653 | 11       | 72,37  |

### Resultats eleccions del 2015[11]
| Candidatura | Candidatura                                | Cap de llista | Vots  | Regidors | % vots |
| ----------- | ------------------------------------------ | ------------- | ----- | -------- | ------ |
|             | Convergència i Unió                        | Joan Espona   | 835   | 7        | 57,11  |
|             | Candidatura d'Unitat Popular - Poble Actiu | Sílvia Pagès  | 553   | 4        | 37,82  |
|             | Plataforma per Catalunya                   | Manel Núñez   | 37    | 0        | 2,53   |
| Total       | Total                                      | 1.478         | 1.478 | 11       | 63,6   |

### Resultats eleccions del 2011[12]
| Candidatura | Candidatura         | Cap de llista | Vots  | Regidors | % vots |
| ----------- | ------------------- | ------------- | ----- | -------- | ------ |
|             | Convergència i Unió | Joan Espona   | 783   | 11       | 80,31  |
| Total       | Total               | 1.030         | 1.030 | 11       | 45,06  |

### Resultats eleccions del 2007
| Candidatura | Candidatura                                             | Cap de llista     | Vots  | Regidors | % vots |
| ----------- | ------------------------------------------------------- | ----------------- | ----- | -------- | ------ |
|             | Convergència i Unió                                     | Joan Espona       | 1.003 | 8        | 67,27  |
|             | Independents de Sant Joan les Fonts - Progrés Municipal | Maria Dolors Vila | 431   | 3        | 28,91  |
| Total       | Total                                                   | 1.434             | 1.434 | 11       | 66,43  |

### Resultat eleccions del 2003
| Candidatura | Candidatura                                             | Cap de llista     | Vots  | Regidors | % vots |
| ----------- | ------------------------------------------------------- | ----------------- | ----- | -------- | ------ |
|             | Convergència i Unió                                     | Joan Espona       | 1.206 | 8        |        |
|             | Independents de Sant Joan les Fonts - Progrés Municipal | Maria Dolors Vila | 477   | 3        |        |
| Total       | Total                                                   | 1.653             | 1.653 | 11       |        |

### Historial d'alcaldes
| Període     | Alcalde o alcaldessa          | Partit polític                                | Data de possessió | Observacions |
| ----------- | ----------------------------- | --------------------------------------------- | ----------------- | ------------ |
| 1979–1983   | Pere Reixach i Cufí           | Logotip de CiU                                | 19/04/1979        | --           |
| 1983–1987   | Pere Reixach i Cufí           | Logotip de CiU                                | 28/05/1983        | --           |
| 1987–1991   | Josep Maria Anglada i Agustín | Logotip de CiU                                | 30/06/1987        | --           |
| 1991–1995   | Francesc Xavier Sala i Ayats  | Logotip d'UDC                                 | 15/06/1991        | --           |
| 1995–1999   | Joan Espona i Agustín         | Convergència per Begudà, la Canya i Sant Joan | 17/06/1995        | --           |
| 1999–2003   | Joan Espona i Agustín         | Logotip de CiU                                | 03/07/1999        | --           |
| 2003–2007   | Joan Espona i Agustín         | Logotip de CiU                                | 14/06/2003        | --           |
| 2007–2011   | Joan Espona i Agustín         | Logotip de CiU                                | 16/06/2007        | --           |
| 2011–2015   | Joan Espona i Agustín         | Logotip de CiU                                | 11/06/2011        | --           |
| 2015–2019   | Joan Espona i Agustín         | Logotip de CiU                                | 13/06/2015        | --           |
| 2019-2023   | Maria Vidal i Jodar           | Logotip de Junts per Catalunya                | 15/06/2019        | --           |
| Des de 2023 | Maria Vidal i Jodar           | Logotip de Junts per Catalunya                | 17/06/2023        | --           |

## Cultura

### Festes i celebracions

#### Festa Major
Fins fa poc, se celebrava la festa major cada primer diumenge d'agost. De fet, l'any 1921 es va decidir aquesta data perquè, quan la festivitat de Sant Joan queia entre setmana, les fàbriques s'havien d'aturar i, a més, els pagesos estaven en plena feina del segar.
Aquesta decisió es va prendre en una reunió de veïns en què estava present Francesc Caula, i ell va proposar celebrar-la el primer diumenge d'agost, dies abans o després de la Invenció del cos de Sant Esteve. Caula, abans de dir res, va consultar-ho amb les autoritats eclesiàstiques i li van donar el vistiplau.
L'historiador va demostrar amb documents de l'arxiu que Sant Esteve és tant patró del poble com Sant Joan Baptista. Un cop l'Ajuntament va tenir constància de la decisió dels veïns, va organitzar una reunió amb els comerciants. La va presidir l'alcalde Miquel Torras, que era el director de la fàbrica Torras. Tots els presents a la reunió van estar d'acord amb el canvi de dates, i d'una manera consensuada la festa va passar a celebrar-se el primer diumenge d'agost.
L'any 1922 la festa ja es va celebrar el primer diumenge d'agost i així va continuar fins a l'arribada del primer ajuntament de Convergència i Unió, el qual, basant-se en el fet que la primera setmana d'agost es fan vacances, va decidir, amb un referèndum amb poca participació, tornar la festa a la diada de Sant Joan. I, ara, Sant Joan celebra el Roser a final d'abril i la Festa Major a final de juny.

#### Les festes i celebracions dels barris

##### La festa de Sant Sebastià
La festa més antiga que se celebrava al poble a començament del segle xx era la de Sant Sebastià i recordava la terrible pesta negra o foc de Sant Antoni que tant de mal va causar a la Catalunya del segle xv.
Per tal d'agrair la finalització de l'epidèmia els santjoanencs van erigir la capella de Sant Sebastià, un petit temple situat a l'entrada de l'avinguda Rafel Torras. La gent de Sant Joan va complir el vot any rere any fins que a la dècada dels trenta, i amb el permís de la Generalitat Republicana, l'Ajuntament va decidir enderrocar-la, per permetre el pas dels camions que es dirigien a l'antiga fàbrica Torras. El temple acollia l'excel·lent retaule gòtic dedicat a Sant Sebastià, el qual va ser traslladat a l'església monacal i després de la Guerra Civil, al Museu Diocesà de Girona.

##### La festa del Roser
En temps del frare Pere de Mena, penúltim prior que va residir al monestir de Sant Joan, es va intentar fundar a l'església parroquial una confraria del Roser, devoció molt estesa després del triomf naval de Lepant l'any 1571. Per això, el prior va encarregar un retaule que havia de presidir l'altar de la Verge. Aquest retaule, datat del 1583, és el del Roser, que va ser traslladat, també, a Girona. Un cop obtingut el permís de fundació de la confraria el 1588, la Festa del Roser, que es va celebrant d'aleshores ençà, cada segon diumenge després de la Pasqua de Resurrecció. És la festa més antiga que perdura.

##### Festa de Sant Antoni
Se celebra cada 13 de juny, gràcies a Catarina Bofill, que va recuperar-la a principis dels 90, després de moltes dècades sense fer-se. Quan aquest carrer estava en plena vitalitat, en els anys trenta, s'engalanava amb banderetes, fetes amb paper de la fàbrica Torras i retallades a la guillotina en un taller del carrer Major de Santa Magdalena, conegut com a Ca les Paperinaires. A vegades, els veïns enramaven el carrer i en una ocasió es va fer un arc de boix davant la botiga de cal Senén. En l'actualitat se celebra el dissabte més pròxim al sant i es fa el rés del rosari i un sopar popular organitzat per l'associació de comerciants locals.

##### Festa del carrer de Sant Pere
Era el 29 de juny i consistia, més o menys, en un programa d'actes similar a la festa de Sant Antoni. Per Sant Joan se celebrava la festa del carrer amb aquest nom. Ara porta el de carrer Rafel Torras.

##### Festa del carrer de Santa Magdalena
Se celebrava el 22 de juliol. Es ballaven sardanes davant la capella de la santa, situada davant de can Portabella, llavors la sabateria de Josep Portabella. Tots els balls es feien a cal Rei, bar fundat el 1919 per Pere Massó, en "Pere de cal Rei".

##### Altres festes
- Festa de Sant Abdó i Sant Senén: aquesta festa tenia lloc cada 30 de juliol i era la festa patronal dels pagesos.
- Festa del barri de Castanyer: se celebrava al 16 d'agost. Consistia en un animat ball, amenitzat per un acordionista a l'era de la masia.
- Festa de la Colònia de la Sebastiana: aquesta colònia també celebrava festa i n'eren famosos els seus balls, amenitzats amb manubri, a l'era de la Canova.
- Festa del barri dels Torrents: festa que se celebra actualment al nou barri dels Torrents, i consisteix en un sopar popular i un animat ball.

### Educació
Escola Bressol (0-3 anys)
- Llar d'Infants El Niu

Educació Infantil (3-6 anys)
- Escola Castanyer

Educació Primària
- Escola Castanyer

### Esport

#### Inicis
Existeix constància de competicions velocipèdiques al poble abans de la guerra. L'any 1935 es va organitzar una cursa que des de Sant Joan les Fonts voltava per Castellfollit, Besalú, Can Vilà, Esponellà, Banyoles, Besalú, Castellfollit i Sant Joan. Una altra modalitat de l'època eren les curses de cintes, en què es provava, sobretot, l'habilitat. En els anys quaranta, el ciclisme, com a esport, va quedar una mica apagat, però com a mitjà de transport era massiu.
En els primers seixanta, els joves Miquel Corominas, Jordi Juanola i Emili March participaven, amb bons resultats, a les proves de competició que es feien a les comarques gironines.

#### El ciclisme
Al final dels setanta Lluís Tarrés es va convertir en un dels millors ciclistes gironins. En aquella època s'entrenava al circuit de Cisteller amb Pere Muñoz (campió professional i millor ciclista gironí de tots els temps), Cassià Nieto (gran escalador) i Francesc Sancho (gran esprínter).
Els èxits de Pere Muñoz al Tour de França, Giro d'Itàlia, París, Niça i Vuelta a España creaven afició i engrescaven a la gent de manera que, el 1984, es va crear una secció de ciclisme al Club Poliesportiu, des d'on, amb la col·laboració de l'Associació de Pares, es va crear una cursa escolar, d'on va sorgir Carles Torrent. Actualment, Torrent és, juntament amb Joan Llaneras, un dels impulsors de la Marxa Cicloturista "100%Tondo" que cada mes de setembre surt de Sant Joan les Fonts per homenatjar Xavi Tondo, el ciclista nascut a Valls i que va viure una temporada a aquest municipi garrotxí.

#### El futbol
El futbol es va iniciar als prats de can Xerbanda, on els militars d'Olot van començar a disputar algun partit, davant la mirada incrèdula dels pagesos. Els costava molt comprendre que l'esforç físic pogués servir per a alguna cosa més que guanyar-se la vida. El 1931 ja se celebraven campionats escolars en què els nois en la fase escolar final competien amb els pobles veïns. Tanmateix, a final de la dècada dels anys vint del s. XX es va fundar la Unión Deportiva Sanjuanense, amb un equip que jugava al pla del Cisteller. Més tard es va fer un camp anomenat el Pla. En aquell temps el màxim rival era el Castellfollit i els derbis eren molt virulents.
Després es va jugar en un camp prop de la masia del Plançó i més tard en els terrenys on ara hi ha l'antiga fàbrica de Hilados Fluvià. Després de la guerra, el primer camp va ser al costat del cinema Iris. Durant un temps es van aprofitar les obres d'aplanament dels terrenys per a la nova caserna de la Guàrdia Civil, i finalment es va fer un camp de difícil accés sota la fàbrica Torras. Llavors es va crear el Club Poliesportiu Santjoanenc, que va absorbir l'antiga UD Sanjuanense, i van construir l'actual camp amb gespa, enllumenat i vestidors moderns.

#### El bàsquet
El bàsquet va arribar al poble de la mà de les Mares del Diví Pastor, que a finals dels seixanta van improvisar una pista rere el pati de l'escola. Les noies de l'escola de les Monges hi jugaven amb gran afició i competien amb noies d'altres escoles. Les seves màximes rivals eren les del Cor de Maria, i aquells partits que se celebraven després de la missa tenien una gran expectació.
Quan les germanes van dedicar-se només als pàrvuls es va acabar el bàsquet femení i Albert Bramon, que coneixia aquest esport perquè anava als Escolapis d'Olot, va crear un equip amb els alumnes de l'escola pública. Quan es va poder disposar de pavelló, alguns dels que havien après el bàsquet a les monges van crear la secció de bàsquet del Club Poliesportiu Santjoanenc, d'on va sorgir el professional Josep Cargol.

### Club Poliesportiu Santjoanenc
El Club Poliesportiu Santjoanenc es funda el 7 de març de 1971 per 64 socis i pel Sr. Jaume Coderch, alcalde de Sant Joan les Fonts, que en va ser el primer president. El principal esport que practica el club (i amb el qual es va donar d'alta com a entitat) és la natació, que juntament amb el futbol (1971), el tennis (1975), el bàsquet (1977) i el ciclisme (1983), el socorrisme, la gimnàstica i l'excursionisme són les seccions actuals del club, totes federades excepte la de tennis.